# Ceriagrion corallinum
Ceriagrion corallinum – gatunek ważki z rodziny łątkowatych (Coenagrionidae).